# Sachelmcipo Uniwersiteti
Sachelmcipo Uniwersiteti (gruz. სახელმწიფო უნივერსიტეტი) – stacja tbiliskiego metra należąca do linii Saburtalo. Została otwarta 16 października 2017. Jest zachodnim krańcem linii. 